# Czerwony Żleb (Grań Baszt)

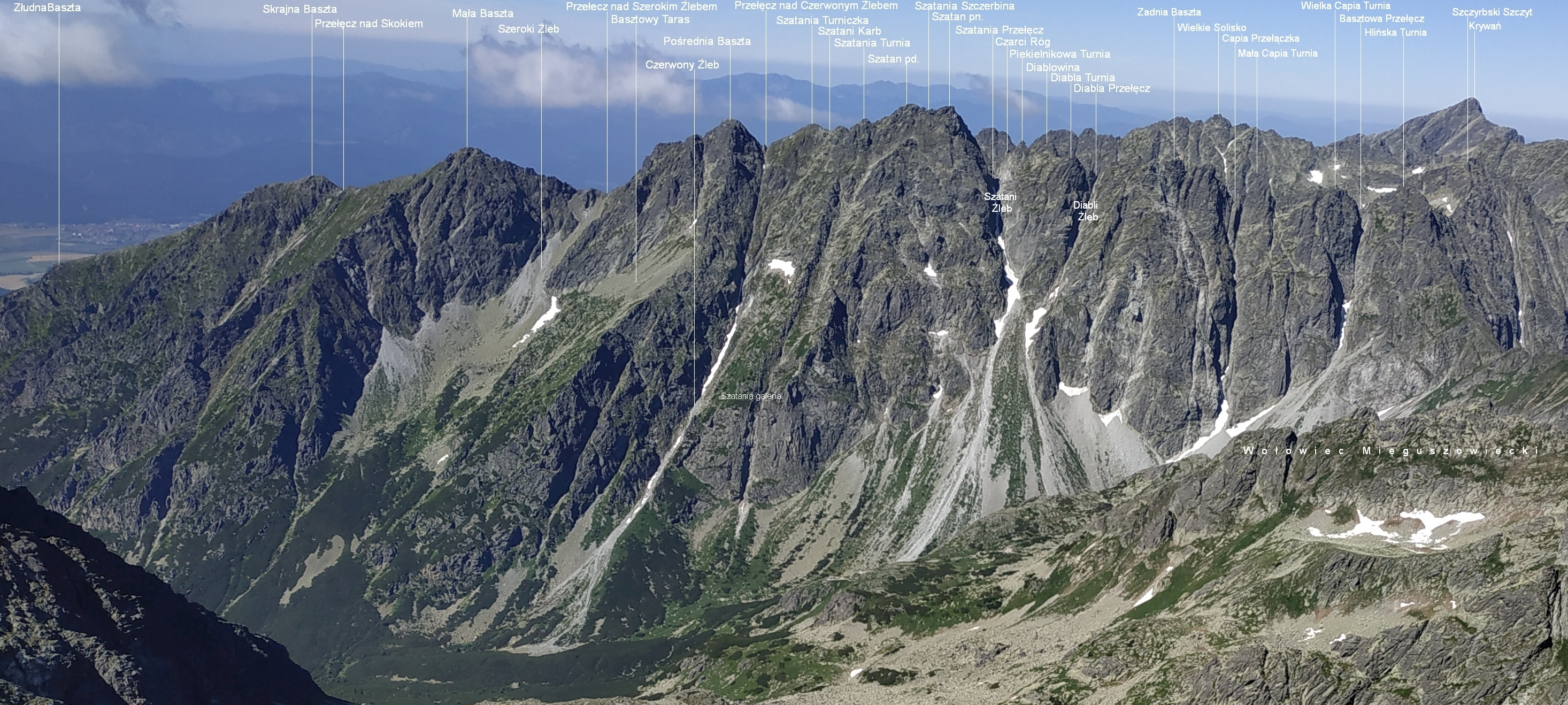
Widok z Rysów

Czerwony Żleb (słow. Červený žľab, niem. Rote Rinne, węg. Vörös-meder) – długi i głęboko wcięty żleb w słowackich Tatrach w Grani Baszt. Opada spod Przełęczy nad Czerwonym Żlebem (ok. 2315 m n.p.m.) do Doliny Mięguszowieckiej. Jego wysokość wynosi ponad 500 m, a nazwa pochodzi od występujących w nim czerwonawych skał. 
Żleb jest bardzo stromy, przejście nim jest trudne i niebezpieczne zarówno z powodu występujących na nim czternastu progów (niektóre są trudne do pokonania), jak i kruchości skał i spadających kamieni. Pierwsze odnotowane przejście tym żlebem we wrześniu 1912 należy do Wandy Jerominówny, Mariusza Zaruskiego i Aleksandra Znamięckiego. W czasie tego przejścia jego uczestnicy omal nie zginęli, niektóre z progów zlodowaciałego już żlebu pokonywać musieli popularną w owych czasach metodą „żywej drabiny”. Trudy tego przejścia i niebezpieczeństwa Mariusz Zaruski opisał w opowiadaniu „Walka na śmierć”.
Żlebem prowadzi droga wspinaczkowa (IV w skali tatrzańskiej, czas przejścia 3 godz.).